# Палаццо Джустиниан-Персико
Палаццо Джустиниан-Персико (итал. Palazzo Giustinian Persico) — палаццо в Венеции, расположенный в районе Сан-Поло, с видом на Гранд-канал, недалеко от Палаццо Тьеполо и напротив трёх дворцов Мочениго. Построен в XVI веке. 

## Описание
Дворец был построен в XVI веке для благородной семьи Джустиниан, но вскоре перешел к семье Персико из Бергамо, но за деньги передан венецианскому патрициату. Это одиниз первых венецианских дворцов, построенных в стиле ренессанс, и поэтому имеет большие поверхности с четкими линиями. Он отличается яркой красной штукатуркой, на которой выделяются два четырёхстворчатых центральных окна, окруженные парами одностворчатых окон. Фасад выполнен в стиле Кодуччи (но не принадлежит ему).

## См.также
- Список дворцов Венеции